# 日産・エスカルゴ
エスカルゴ（S-Cargo）は、日産自動車が1989年（平成元年）から1990年（平成2年）までの2年間のみ販売したフルゴネット型のライトバンである。
日産商用車を数多く手がける日産車体が生産を担当した。

## 概要

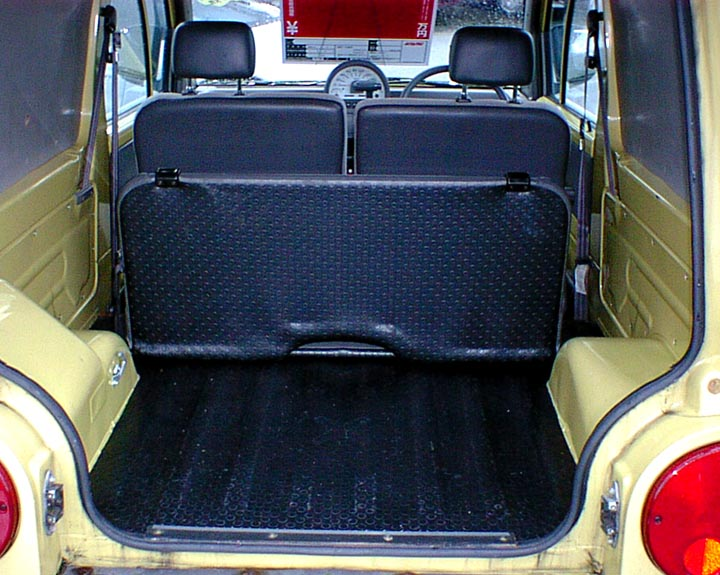
ラゲッジルーム

日産自動車が発売してきた一連のパイクカー（とんがったクルマ = デザインが特徴的な車種系列）の中で、唯一の商用貨物車である。
車名はフランス語で「カタツムリ」を表す「Escargot（エスカルゴ）」と、「貨物」 = 「Cargo（カーゴ）」をスペイン語読みとした「カルゴ」を掛けたもの。丸く背の高いシルエットや、大きく飛び出したヘッドランプなど、スタイリングもカタツムリがモチーフとなっている。「カタツムリ」と「S」の字を組み合わせたロゴマークが採用され、カタログなどのほか、実車のホイールキャップにも入れられた。
エスカルゴはあくまで商用車なので、同じく商用車であるVN10型パルサーバンのプラットフォームをベースとした。このプラットフォームは当時の商用車、例えば同じ日産でもVB11型ADバンがリヤサスペンションに手堅くリーフ・リジッド式を採用していたのとは対照的に、リアに横置きトーションバー・スプリングを使ったフルトレーリングアーム式独立懸架を採用しており、リーフ・リジッドでは実現できない荷室の超低床化とリヤオーバーハング部の短縮を実現していた。このパルサーバンのプラットフォームは他にミニバンのはしりである初代プレーリーにも使われた。また、ホイールベースを短く設計したことで、最小回転半径は4.7mとADバンよりも小回りがきくようになった。
エンジンは、N13型パルサーやB12型サニーに採用されていた直列4気筒のPLASMA・E15Sエンジンを搭載。レギュラーガソリン仕様で、3速ATと組み合わせて18.5km/Lの燃料消費率を実現している。
自動車らしさ（機械臭）を抑えるため、フロントエンドには目立つグリルは無く、パンチングメタル風の処理となっており、ヘッドランプも法規内で可能な限り内側に寄せられている。独特のボンネットは特殊な形状のため、プレス機による量産ができず、職人が手叩きで仕上げていた。運転席のウインドウ面積が非常に広く、フロントドアガラスは全開時の引き残しを無くすため、2分割となっている。日産車としては、1950年代の「4W61型パトロール」や「ダットサン」各車以来、久々のセンターメーター採用車でもある。また、ATのセレクターは、当時では珍しいインパネシフトとなった。そうでなくとも商用車でAT専用車というのも当時の日本では異例であった。タイヤはミシュラン製で155R13-6PRLT ラジアルタイヤが標準装着されている。
車体のバリエーションは、荷室側面の楕円形リアクオーターウィンドウの有無、および、屋根が開放できるキャンバストップ、またはノーマルルーフとの組み合わせで、計4タイプが用意された。リアクオーターウィンドウなし・ノーマルルーフのパネルバン型が廉価モデルで、リアクオーターウィンドウおよびキャンバストップの装備がオプションで選択できた。キャンバストップは前方からは電動、後方からは手動で開閉可能である。オーディオスペースは存在しないが販売店装着オプションにて1DINコンソールが装着できた。デビューしてから3か月後には特装車両が追加された。保冷車、エアコン付クールバン、2人乗りバン、アドボード車と追加されたが、中でも「やどかりピクニックバージョン」は第20回東京キャンピング&RVショウに参考出品され好評だったもので、アウトドア向けのクルマとしての新しい提案もあった。
全高が高く車体側面も広いため、パネルバン型は側面に会社や店舗のロゴなどを大きく記すことができた。しかも、カタツムリのような外観は良く目立ち、人目を引く宣伝効果があった。
1989年（平成元年）1月から1990年（平成2年）12月まで2年間の受注生産で約1万600台が販売された。販売会社オリジナルとして、ブルーの専用車体色と、ロープや楕円窓の周りに船の舵輪のイラストをあしらった、横浜バージョンも登場した。当時の新車販売価格は1,220,000円と設定されていた。
同じパイクカーであるBe-1やフィガロの場合とは異なり、パオ同様台数限定の抽選販売とはせず、受付期間内に予約された分についてはもれなく販売された。
日産が開催していたドレスアップ・アイデアコンテスト「輝け、全国エスカルゴ大賞」は、このエスカルゴを題材にしたコンテストで、受賞作品の展示もあった。また、その可愛らしくもファッショナブルなデザインは海外でも注目され、1989年7月にはロンドンデザイン美術館にて展示され、翌年8月には同美術館に日産自動車から寄贈された。
2000年（平成12年）の引退まで横浜スタジアムで使用されていたリリーフカーは、エスカルゴの改造車であった。